# Da Capo III
Da Capo III (～ダ・カーポIII～?, Da Kāpo III) è una visual novel giapponese per adulti sviluppata dalla Circus e pubblicata il 27 aprile 2012. È il seguito di Da Capo e Da Capo II, e si svolge ancora sull'isola di Hatsunejima. Il manga, disegnato da Yuka Kayura, ha cominciato a essere serializzato sul numero di Comptiq di maggio 2012; il 7 luglio 2012 è stato annunciato un anime, trasmesso dal 5 gennaio 2013 al 30 marzo dello stesso anno.
Della serie precedente, tornano Minatsu Amakase e Yuzu Kohinata.

## Trama
Ad Hatsunejima i ciliegi non fioriscono più tutto l'anno e l'isola è tornata normale. Kiyotaka frequenta il secondo anno alla scuola media Kazami ed è nel club di giornalismo insieme all'idol Ricca, all'amica d'infanzia Himeno, alla cugina Charles, alla studentessa Sara e all'energica nello spirito Aoi. Un giorno d'inverno, gli alberi cominciano a fiorire e una mail, datata 1951, arriva a tutti i cellulari dei membri del club di giornalismo. Incuriosita, Ricca comincia a investigare sull'accaduto insieme agli amici.

## Personaggi

### Hatsunejima
Kiyotaka Yoshino (芳乃 清隆?, Yoshino Kiyotaka)
Il protagonista, è uno studente della Kazami e frequenta il secondo anno.
Doppiato da Yuuki Ono.
Ricca Morizono (森園 立夏?, Morizono Rikka)
La protagonista femminile, frequenta la Kazami al terzo anno ed è la presidentessa del club di giornalismo, nonché idol della scuola. Nel mondo alternativo frequenta il terzo anno e di cognome fa Greenwood.
Doppiata da Emi Nitta.
Himeno Katsuragi (葛木 姫乃?, Katsuragi Himeno)
Studentessa della Kazami, è in classe con Kiyotaka, suo amico d'infanzia. Fa parte del club di giornalismo. Nel mondo alternativo frequenta il primo anno ed è la sorella minore di Kiyotaka.
Doppiata da Mikoi Sasaki.
Charles Yoshino (芳乃 シャルル?, Yoshino Sharuru)
In classe con Ricca, è la cugina di Kiyotaka ed è giapponese solo per metà. Fa parte del club di giornalismo. Nel mondo alternativo frequenta il primo anno e di cognome fa Maroth.
Doppiata da Ui Miyazaki.
Sara Rukawa (瑠川 さら?, Rukawa Sara)
È una studentessa che lavora sodo e per questo ha saltato un anno, ritrovandosi in classe con Kiyotaka pur avendo un anno meno di lui. Fa parte del club di giornalismo. Nel mondo alternativo frequenta il primo anno e di cognome fa Chrysalis.
Doppiata da Chiyo Ōsaki.
Aoi Hinomoto (陽ノ下 葵?, Hinomoto Aoi)
Studentessa della Kazami al primo anno, è una ragazza energica e iperattiva, ma dalla costituzione debole. Fa parte del club di giornalismo.
Doppiata da Eri Kaihō.
Suginami (杉並?)
Compagno di classe di Kiyotaka, è sfacciato, maturo e intelligente.
Doppiato da Daisuke Kishio.
Kosuke Edogawa (江戸川耕助?, Edogawa Kōsuke)
Compagno di classe di Kiyotaka, è masochista.
Doppiato da Hiro Shimono.
Shiki Edogawa (江戸川四季?, Edogawa Shiki)
Sorella maggiore di Kosuke e presidentessa del Consiglio Studentesco, è sadica.
Doppiata da Sayaka Aoki.
Mikoto (美琴?)
Informatrice del club di giornalismo, ammira Suginami e lo rispetta più di ogni altra cosa al mondo.
Doppiata da Arise Satō.
Yuuhi Takanashi (小鳥遊夕陽?, Takanashi Yuuhi)
Doppiata da Yui Ogura.
Collega di Yuzu Kohinata all'agenzia investigativa Amakase di Minatsu, è la sorella minore di Mahiru Takahashi di Da Capo II.

### Londra
Tomoe Gojōin (五条院 巴?, Gojōin Tomoe)
Doppiato da Kazusa Aranami.
Edward Watson (エドワード・ワトスン?, Edowādo Watosun)
Doppiato da Yoshino Nanjō.
Mary Holmes (メアリー・ホームズ?, Meari Hōmuzu)
Doppiata da Eri Sendai.
Ian Serwei (イアン・セルウェイ?, Ian Serūei)
Doppiato da Takahiro Mizushima.

## Visual novel
Da Capo III è stato annunciato per la prima volta il 1º novembre 2009 alla conferenza del decimo anniversario della Circus e svelato formalmente nel numero di agosto 2011 della rivista Dengeki G's Magazine.
Il gioco verrà portato su PlayStation Portable da Kadokawa Games con il titolo Da Capo III Plus il 28 febbraio 2013.

## Episodi
| Nº | Titolo italiano (traduzione letterale) Giapponese 「Kanji」 - Rōmaji                                                                   | In onda          | In onda |
| Nº | Titolo italiano (traduzione letterale) Giapponese 「Kanji」 - Rōmaji                                                                   | Giapponese       |         |
| 1  | I boccioli di ciliegio sbocciano 「サクラサク」 - Sakura saku                                                                          | 5 gennaio 2013   |         |
| 2  | Un luogo caldo 「あたたかなところ」 - Atatakana tokoro                                                                                 | 12 gennaio 2013  |         |
| 3  | Dove danzano i boccioli di ciliegio 「さくら舞うところ」 - Sakura mau tokoro                                                           | 19 gennaio 2013  |         |
| 4  | Dove lo farei per sempre 「いつまでもいたいところ」 - Itsumademo itai tokoro                                                           | 26 gennaio 2013  |         |
| 5  | Dove non si è soli 「ひとりじゃないところ」 - Hitori janai tokoro                                                                      | 2 febbraio 2013  |         |
| 6  | Dove possiamo stare insieme 「ふたりでいれるところ」 - Futari de ireru tokoro                                                          | 9 febbraio 2013  |         |
| 7  | Dove posso contare su di te 「あまえられるところ」 - Amaerareru tokoro                                                                 | 16 febbraio 2013 |         |
| 8  | Il luogo traboccante di amore, sogni e speranza 「愛と夢と希望が溢れる場所」 - Ai to yume to kibō ga afureru tokoro                    | 23 febbraio 2013 |         |
| 9  | Un bel posto per un festival delle ragazze e un tramonto 「美少女祭りと夕日が綺麗な場所」 - Bishōjo matsuri to yūhi ga kirei na tokoro | 2 marzo 2013     |         |
| 10 | Dove sono appena arrivate due persone 「ふたりがたどりついたところ」 - Futari ga tadoritsuita tokoro                                   | 9 marzo 2013     |         |
| 11 | Luogo di ricordi e inizi 「思い出と始まりの場所」 - Omoide to hajimari no tokoro                                                       | 16 marzo 2013    |         |
| 12 | Luogo degli sconvolgenti alberi di ciliegio 「枯れない桜がある島」 - Karenai sakura ga aru tokoro                                      | 23 marzo 2013    |         |
| 13 | Da Capo 「ダ・カーポ」 - Da Kāpo | 30 marzo 2013    |         |

## Colonna sonora

### Visual novel
Sigla d'apertura
Da Capo III - Kimi ni sasageru ai no mahō (ダ・カーポIII 〜キミにささげる あいのマホウ〜? lett. Da Capo III - Una magia d'amore dedicata a te) cantata da Yozuka.
Hajimari no Uta (ハジマリノウタ? lett. La canzone dell'inizio) cantata da No Life Negotiator.
Shiny Steps!! cantata da Suzuko Mimori.
True Magic... cantata da Yurica/Hana-tan.
Sigla di chiusura
Harukaze ni negai o (春風に願いを? lett. Desiderando la brezza di primavera) di Hiromi Satō.
All Is Love For You cantata da CooRie.
Altre
Watashi ni wa mienai (私には見えない? lett. Non vedo) cantata da Kyoro The World.
Hirari namida (ひらり涙? lett. Lacrime leggere) cantata da CooRie.
Kimi ga ita mirai kimi to inai mirai (君がいた未来 君といない未来? lett. Il futuro che hai avuto, il futuro che non hai avuto) cantata da Yozuca.

### Anime
Sigla d'apertura
Sakura Happy Innovation (サクラハッピーイノベーション?, Sakura Happī Inobēshon) cantata da Emi Nitta, Ui Miyazaki, Mikoi Sasaki, Chiyo Ōsaki e Erika Kaihō.